# آلفا رومئو بی‌ای‌تی

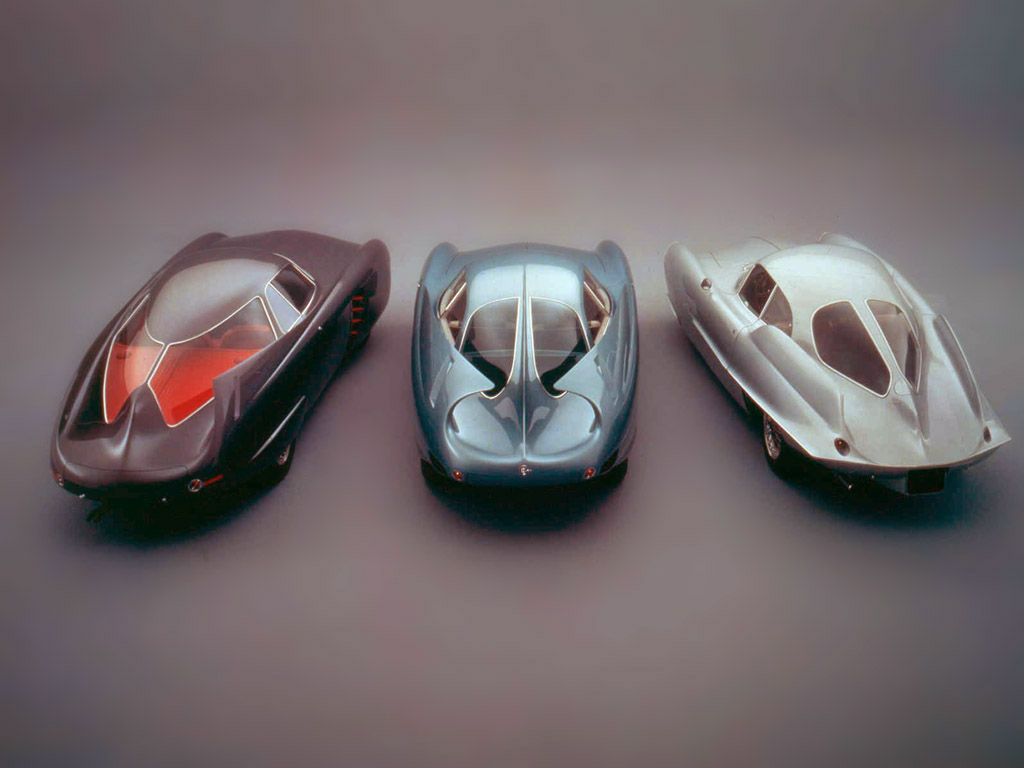
سه خودروی اصلی BAT. از سمت چپ: BAT 5، BAT 7، BAT 9

آلفارومئو BAT (به ایتالیایی Berlina Aerodinamica Tecnica، به فارسی سدان فنی آیرودینامیک) مجموعه ای از خودروهای مفهومی ایتالیایی است که طی یک پروژه همکاری مشترک آلفارومئو و خانه طراحی ایتالیایی گروپو برتونه که در سال ۱۹۵۳ آغاز شد، ساخته شدند. در این پروژه سه خودرو ساخته شد: BAT 5 در سال ۱۹۵۳، BAT 7 در سال ۱۹۵۴، و در نهایت BAT 9 در سال ۱۹۵۵. هر سه خودرو توسط فرانکو اسکاگلیونه طراحی شده اند.

## تاریخچه
آلفا رومئو با جوزپه "نوچیو" برتونه از خانه طراحی برتونه تماس گرفت و سه خودروی مفهومی را برای تحقیق در مورد اثرات درگ بر روی خودرو سفارش داد. ایده اصلی پروژه این بود که اتومبیلی با کمترین ضریب درگ ممکن ساخته شود. تمام خودروها دارای سپرهای عقب بزرگ و باله های خمیده بودند. آن‌ها بر اساس شاسی خودروی آلفارومئو ۱۹۰۰ ساخته شدند. هر یک از این سه خودرو به ترتیب در سال‌های ۱۹۵۳، ۱۹۵۴ و ۱۹۵۵ در نمایشگاه خودروی تورین به نمایش درآمدند.
کمترین ضریب درگ در بین این سه خودرو ۰/۱۹ بود،  که حتی با استانداردهای امروزی یک دستاورد محسوب می‌شود. برای هر یک از خودروها، آلفارومئو یک گیربکس پنج سرعته و یک موتور چهار سیلندر قدرتمند ارائه کرد که بیش از ۹۰ اسب بخار (۶۷ کیلووات) نیرو تولید می‌کرد و می‌توانست خودرو را به حداکثر سرعت ۱۲۵ مایل بر ساعت (۲۰۱ کیلومتر بر ساعت) برساند.
هر سه خودروی BAT اصلی بازسازی شده‌اند. آنها در نمایشگاه های اتومبیل مانند Concorso Italiano و پبل بیچ کانکورز دلیگانس به نمایش در می‌آیند. این خودروها از سال ۲۰۰۵ تا ژوئیه ۲۰۱۷ در موزه بلک هاوک در دانویل، کالیفرنیا به نمایش گذاشته شده‌ بودند. در سال ۲۰۲۰، RM Sotheby's هر سه خودرو را به صورت یک مجموعه در حراجی خود به قیمت ۱۴/۸۴۰ میلیون دلار آمریکا، با احتساب هزینه خریدار، فروخت.

## BAT 5

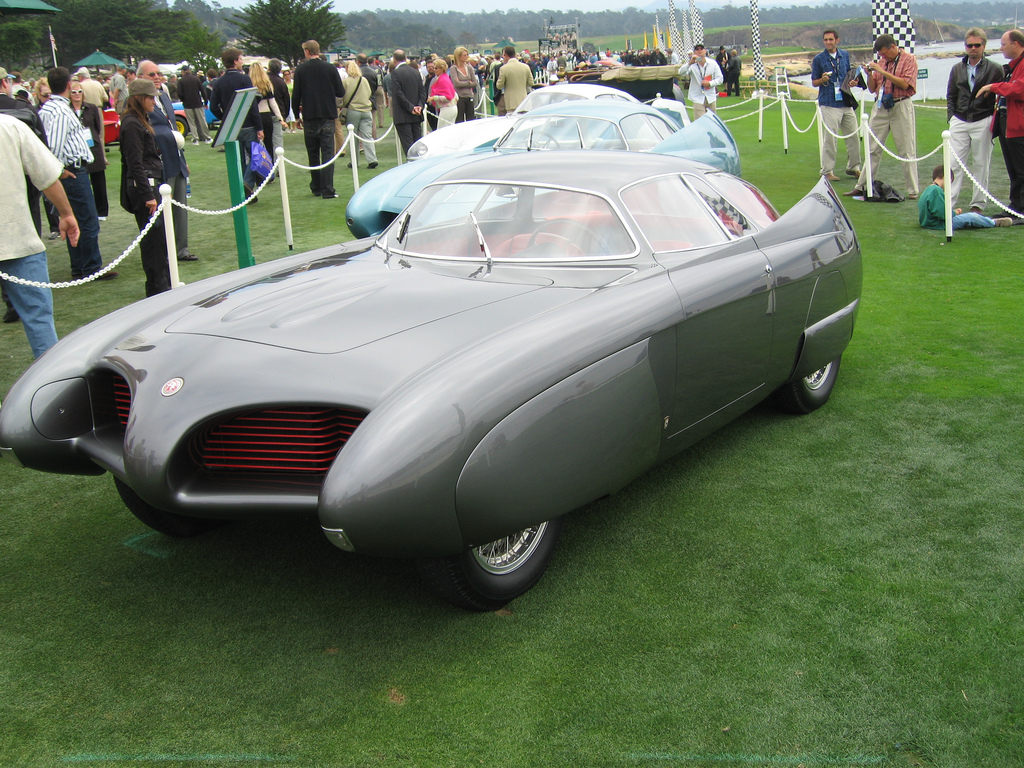
آلفارومئو BAT 5سال ساخت: ۱۹۵۳

BAT 5 که اولین نمونه از پروژه Bertone-Alfa Romeo BAT بود، اولین بار در نمایشگاه خودروی تورین در سال ۱۹۵۳ به نمایش درآمد. طراحی این مدل بر اساس مطالعات آیرودینامیک بود. فرم جلوی خودرو در واقع با هدف رفع مشکل اختلال در جریان هوا در سرعت های بالا ساخته شده بود. هدف این طراحی همچنین از بین بردن هرگونه مقاومت اضافی ناشی از چرخش چرخ‌ها و همچنین دستیابی به ساختاری بود که کمترین گردابه‌های هوایی ممکن را ایجاد کند. در عمل این معیارهای دقیق به خودرو اجازه می‌داد با موتور ۱۰۰ اسب بخاری که به صورت استاندارد روی آن نصب شده‌بود، به سرعت ۲۰۰ کیلومتر بر ساعت (۱۲۰ مایل بر ساعت) برسد. طرحی که برتونه ارائه کرد یک ماشین بسیار سبک ( ۱٬۱۰۰ کیلوگرم (۲٬۴۰۰ پوند)) بود، با شیشه های جانبی با زاویه ۴۵ درجه نسبت به بدنه خودرو و شیشه جلویی بزرگ که با سقف تقریباً مسطح ترکیب می‌شد. شیشه عقب  توسط یک ستون باریک به دو قسمت تقسیم شده‌بود و دو باله برآمده و کمی به سمت داخل آن را احاطه کرده‌ بودند. این خودرو دارای ضریب درگ ۰/۲۳ بود.

## BAT 7

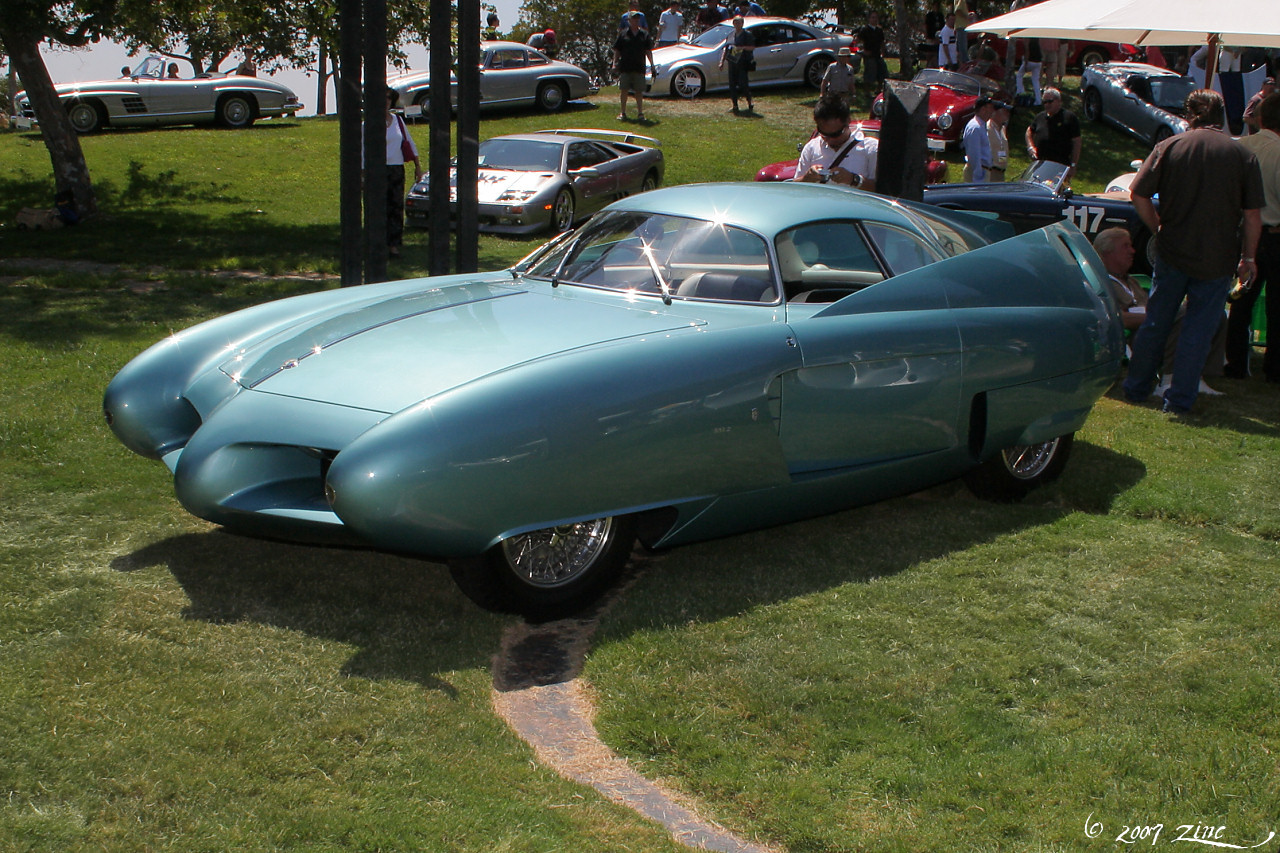
آلفارومئو BAT 7سال ساخت: ۱۹۵۴

دومین خودروی BAT در نمایشگاه خودروی تورین در سال ۱۹۵۴، یک سال پس از BAT 5 به نمایش درآمد. برای این طراحی (همان‌طور که در مدل‌های دیگر BAT، به میزان کمتری دیده می‌شود)، برتونه عناصری را از تجربه کار بر روی پروفیل‌های بال در صنعت هوانوردی اضافه کرد. نتیجه شکل باله‌های دم بزرگ و خمیده بود.
دماغه پایین تر از BAT 5 بود و برجستگی‌هایی که معمولا چراغ‌های جلو قرار داشتند حتی بیشتر بیرون زده بودند. چراغ های جلو در کنار دماغه قرار داشتند و هنگام استفاده به سمت پایین حرکت می کردند. ضریب درگ این مدل ۰/۱۹ است.

## BAT 9

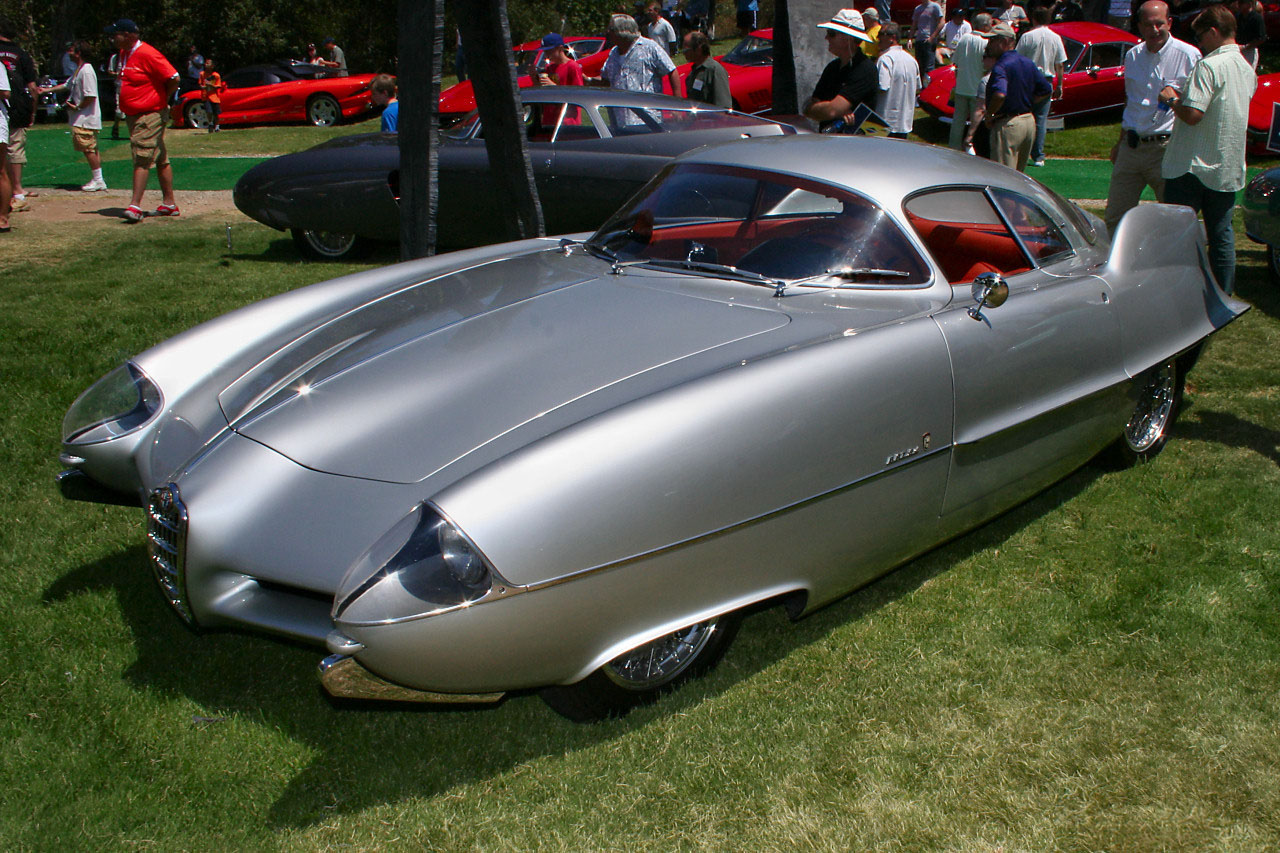
آلفارومئو BAT 9سال ساخت: ۱۹۵۵

سومین BAT به نام BAT 9  (همچنین به عنوان BAT 9d شناخته می‌شود) در نمایشگاه خودروی تورین در سال ۱۹۵۵ به نمایش گذاشته شد. این مدل بیشتر شبیه مدل‌های تولیدی آلفارومئو بود تا سایر مدل‌های BAT.
BAT 9 خطوط بال‌های برجسته مدل‌های قبلی را با یک خط صاف‌تر و ساده‌تر جایگزین کرد. باله‌های دم، که در دو مدل دیگر ظاهری شبیه بال داشتند، در این مدل به دو صفحه فلزی کوچک تبدیل شدند. این باله‌ها بیشتر به باله‌های دم خودروهای آمریکایی و اروپایی آن زمان شباهت داشتند.

## BAT 11

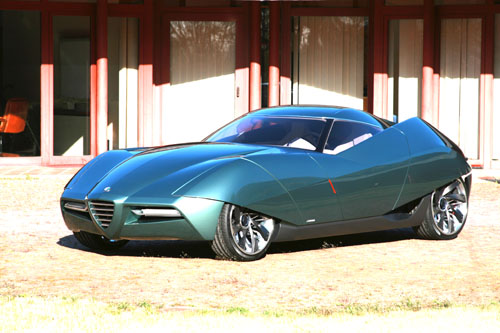
آلفارومئو BAT 11 سال ساخت: ۲۰۰۸

پس از بیش از ۵۰ سال، آلفا رومئو و برتونه مدل مفهومی جدید BAT را در سال ۲۰۰۸ به نمایش گذاشتند. BAT 11 اولین بار در ژنو، در زمان نمایشگاه خودروی ژنو ۲۰۰۸، ظاهر شد، البته نه در خود نمایشگاه. BAT 11 جدید که بر اساس مدل آلفا رومئو ۸سی کومپتزیون ساخته شده بود، نشانه‌های ظاهری مشترک بسیاری با خودروهای کلاسیک BAT در دهه ۱۹۵۰ داشت.

## یادداشت
1. ↑  "The Fall of Bertone". Road & Track: 72–80. November 2014.
2. ↑  "News 30.06.2004". italiaspeed.com. Retrieved 2007-09-13.
3. ↑  Google-kirjat: https://books.google.fi/books?id=zxi4NGN00koC&pg=PA141&dq=bertone+bat+5&hl=fi&sa=X&ved=0ahUKEwjP37SO5PnNAhUD2CwKHSNnBL4Q6AEISDAE#v=onepage&q=bertone bat 5&f=false, accessdate: 17. July 2016
4. ↑  "Alfa Romeo Berlina Aerodinamica Tecnica 5-7-9d". rmsothebys.com. Retrieved 20 November 2020.
5. ↑  "1953 Alfa Romeo B.A.T. 5". conceptcarz.com. Retrieved 2008-01-10.
6. ↑  "1954 Alfa Romeo B.A.T. 7". conceptcarz.com. Retrieved 2008-01-10.